# شهرستان شوشی

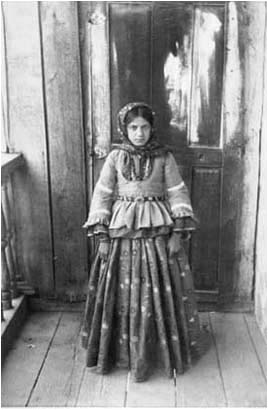
دختر آذربایجانی از شوشی در اوایل قرن ۲۰

شهرستان شوشی (به لاتین: Şuşa به ارمنی: Շուշի) نام یکی از شهرستان‌های تشکیل دهندهٔ منطقهٔ ناگورنو قره‌باغ و استان قره‌باغ علیا است. مرکز این شهرستان، شهر شوشی است.
شهرستان شوشی به صورت دوژور بخشی از خاک جمهوری آذربایجان است؛ اما عملاً پیش از درگیری ناگورنو قره‌باغ (۲۰۲۰) به‌طور کامل تحت کنترل جمهوری آرتساخ قرار داشت. اما پس از امضای توافقنامه آتش‌بس ناگورنو قره‌باغ، بخش شرقی این شهرستان شامل شهر شوشی به کنترل جمهوری آذربایجان درآمد.